# El Madroño
El Madroño ist eine Gemeinde in der Provinz Sevilla in Spanien mit 305 Einwohnern (Stand: 2024). Sie liegt in der Comarca Sierra Norte in Andalusien.

## Geografie
Die Gemeinde grenzt an die Gemeinden Aznalcóllar, Berrocal (Provinz Huelva), El Campillo (Provinz Huelva), El Castillo de las Guardas, Escacena del Campo (Provinz Huelva), Minas de Riotinto (Provinz Huelva) und Nerva (Provinz Huelva).